# Gunnar Nilsson-Leissner
Gunnar Nilsson-Leissner, född 26 augusti 1895 i Svalövs församling, Malmöhus län, död 9 juli 1963 i Burlövs församling, Malmöhus län, var en svensk botaniker och växtförädlare.
Gunnar Nilsson-Leissner var son till botanikern Hjalmar Nilsson och Edla Leissner. Efter studentexamen vid Lunds högre allmänna läroverk 1913 blev han student vid Lund där han kom att studera botanik för Herman Nilsson-Ehle. 1917–1918 var han extra lärare vid Alnarps lantbruksinstitut och avlade 1920 filosofie kandidatexamen vid Lunds universitet. Nilsson-Leissner var 1920–1922 växtförädlare vid tysk-svenska växtförädlingsanstalten i Derenburg i Halberstadt samt 1923–1925 och 1927–1929 extra assistent vid Sveriges utsädesförening i Svalövs avdelning för betesväxter, blev filosofie licentiat vid Lunds universitet 1924 och promoverades 1927 till  filosofie doktor efter att 1925 ha disputerat med en avhandling om vetets genetik, Beiträge zur Genetik von Triticum spelta und Triticum vulgare. 
Efter att ha lagt fram avhandlingen kom Nilsson-Leissner att under perioden 1925–1927 som stipendiat studera växtförädling i USA och Kanada. Efter sin återkomst till Sverige arbetade han med växtförädling inom betesväxternas område. Nilsson-Leissner var 1929–1936 förste assistent vid Sveriges utsädesförenings avdelning för betesväxter, föreståndare där 1936–1944 och ställföreträdande för Sveriges utsädesförening 1939–1944. Han var även föreståndare för avdelningen för vallväxter vid Sveriges utsädesförening 1941–1944. Nilsson-Leissner var från 1933 ledamot av styrelsen för Mendelska sällskapet och från 1939 dess kassör. 1935 blev han försöksledare vid Sveriges betodlares centralförening, 1939 sekreterare och kassör i svenska avdelningen av Nordiska jordbruksforskares förening, 1942 ledamot av Nordiska jordbruksforskares kommitté för foderkvalitet, 1940 sekreterare i Svalövs lantbruksklubb. Han var 1944–1962 professor och föreståndare för Statens centrala frökontrollanstalt, sekreterare i Sveriges centrala fröråd från 1944, inspektör för Sveriges frökontrollanstalter från 1945, ledamot av styrelsen för Lantbrukshögskolan och statens lantbruksförsök från 1948, ledamot av försöksgårdskommittén 1949–1950, var tjänstledig från Statens central frökontrollanstalt 1950-1952 och 1955 för tjänstgöring vid FN:s livsmedels- och jordbruksorganisation, var expert i 1953 års växtförädlingsutredning 1953–1955, konsult vid Organisation for European Economic Co-operation från 1955 samt ordförande i Stockholms läns fröodlareförening, ledamot av styrelsen för Sveriges fröodlareförbund och ledamot av styrelsen för Svensk vall- och mosskulturförening.
Gunnar Nilsson-Leissner blev 1945 ledamot av Lantbruksakademien.